# Мис Луси Мъри
„Мис Луси Мъри“ (на английски: Miss Lucy Murray) е американски късометражен ням филм от 1894 година на режисьора Уилям Кенеди Диксън с участието на Луси Мъри, заснет в студиото Блек Мария при лабораториите на Томас Едисън в Ню Джърси.

## В ролите
- Луси Мъри[2]